# Quanta cura (1864)
Quanta Cura je papeška okrožnica (enciklika), ki jo je napisal papež Pij IX. leta 1864.
V okrožnici je papež predstavil svoje poglede glede pravice do veroizpovedi in do govora ter o ločitvi vere in države.